# カレリア石

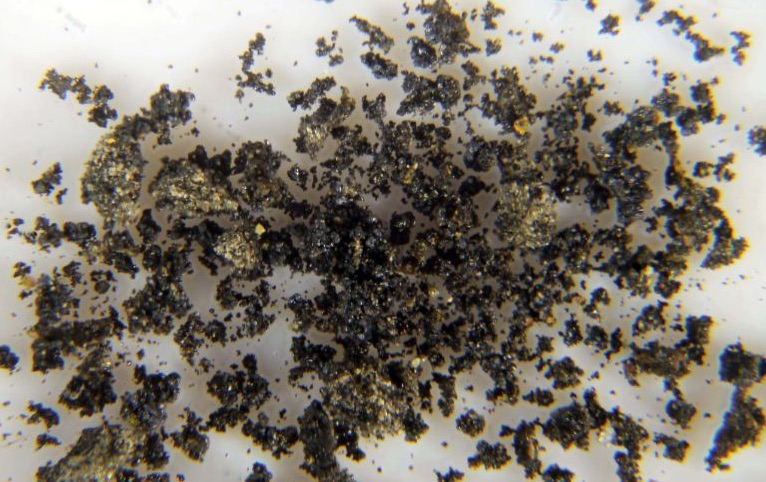
Karelianite

カレリア石またはカレリアナイト（英: Karelianite）は、希少な鉱物で、天然の酸化バナジウム(III)(V2O3)である。化学的には、赤鉄鉱、コランダム、エスコライト、チスタライト、ビクスビ鉱、アヴィセンナイト、イットリア石のバナジウムアナログである。フィンランドとロシアの国境地帯であるカレリアに因んで命名された。マグネシウムに富む鉱物と共生すると考えられている。